# Gustav Maass
Gustav Friedrich Hermann Maass (2 dicembre 1830 – Altenhausen, 28 aprile 1901) è stato un botanico tedesco.

## Biografia
Nel 1848 divenne assistente del agricoltore Hermann von Nathusius (1809-1879), e a fine 1849 trascorse dodici anni nelle forze armate come un artigliere nel 3ª brigata d'artiglieria di Brandeburgo. Fu Brigadeschule a Magdeburgo e assistente dei vigili a Berlino. Nel 1862 divenne direttore nel Magdeburgische Land-Feuer-Societät ad Altenhausen, carica che mantenne fino alla sua morte nel 1901.
Nel 1866 Maass fu il cofondatore dell'Associazione Aller, e fu il presidente dal 1874 al 1896. All'interno di questa associazione svolse studi approfonditi sulla flora del fiume Ohře e Aller. Con Paul Ascherson (1834-1913) e Ludwig Schneider (1809-1889), fece dell'escursioni botaniche. I risultati di questi studi furono incorporati nel libro di Schneider, intitolato Flora von Magdeburg.
A Maass gli è stato attribuito la scoperta di diverse nuove specie di mora, e insieme a Wilhelm Olbers Focke (1834-1922), pubblicò 1.877 trattati dal titolo Synopsis Ruborum Germaniae. Inoltre, la specie Rubus maassii è stata chiamata in suo onore.
Sempre più spesso, dalla metà degli anni 1880, unì i suoi viaggi botanici con la ricerca storica, in particolare le indagini di megaliti e altri monumenti preistorici, così come studi di antichi borghi e fortezze.

## Pubblicazioni
- Rubus glaucovirens. Eine neue Magdeburgische Brombeere, in Abhandlungen des Botanischen Vereins der Provinz Brandenburg, 162ff., 1870 - "Rubus glaucovirens". A new blackberry of Magdeburg.
- Die Wüstungen des Kreises Neuhaldensleben, 1899 - The deserted villages of the district Neuhaldensleben.[1]